# Ferdinand Coly
Ferdinand Coly (Dakar, 10 september 1973) is een Senegalese voetballer (verdediger) die anno 2007 voor de Italiaanse eersteklasser Parma FC uitkomt. Voordien speelde hij onder andere voor RC Lens en Perugia.
Coly speelde sinds 2000 reeds 23 interlands voor de Senegalese nationale ploeg. Hij speelde onder andere wedstrijden op het WK 2002.

## Carrière
- 1996-1999: LB Châteauroux
- 1999-2003: RC Lens
  - 2002: Birmingham City (op huurbasis)
- 2003-2005: Perugia
- 2005-  nu : Parma FC